# Корисні копалини Норвегії
Корисні копалини Норвегії.

## Загальна характеристика
Норвегія має значні запаси нафти, природного газу, руд заліза, титану, ванадію, цинку. Є родовища руд свинцю, міді, нерудної сировини — апатитів, графіту, нефелінового сієніту (табл. 1).
Таблиця. Основні корисні копалини Норвегії станом на 1999 р.
| Корисні копалини               | Запаси       | Запаси   | Вміст корисного компоненту в рудах, % | Частка у світі, % |
| Корисні копалини               | Підтверджені | Загальні | Вміст корисного компоненту в рудах, % | Частка у світі, % |
| Оксид берилію, тис. т          | 2            | 2        |                                       | 0,9               |
| Залізні руди, млн т            | 550          | 1740     | 33 (Fe)                               | 0,3               |
| Золото, т                      |              | 3        | 2,9 г/т                               |                   |
| Мідь, тис. т                   | 640          | 920      | 1,23 (Cu)                             | 0,1               |
| Нафта, млн т                   | 1600         |          |                                       | 1,2               |
| Нікель, тис. т                 | 160          | 185      | 0,1 (Ni)                              | 0,3               |
| Природний горючий газ, млрд м3 | 1480         |          |                                       | 1                 |
| Свинець, тис. т                | 23           | 68       | 0,8 (Pb)                              |                   |
| Вугілля, млн т                 | 35           | 135      |                                       |                   |
| Апатити, млн т                 | 2,4          | 3,5      | 8 (Р2О5)                              | 0,05              |
| Цинк, тис. т                   | 194          | 1060     | 2 (Zn)                                | 0,1               |

## Окремі види корисних копалин
Нафта і природний газ. За запасами нафти Норвегія займає 1-е, а природного газу — 2-е місце серед країн Європи (2000). Велика частина родовищ приурочена до відкладів палеогену і юри Північного моря (ґрабени Вайкінг і Центральний). Найбільші за запасами родовища: Статфьорд (317 млн т), Троль (50 млн т нафти і 1287 млрд м³ газу), Озеберґ (145 млн т нафти і 60 млрд м³ газу), Фрігг (225 млрд м³). В Норвезькому морі отримані промислові притоки газу в районах Хальтенбанкен і Тромсьо.
За оцінками 1997, в норвезькому секторі Північного моря промислові запаси нафти оцінювалися в 1,5 млрд т, а газу — в 765 млрд м³. Таким чином, тут зосереджено 3/4 загальних запасів і родовищ нафти в Західній Європі. За запасами нафти Норвегія в кінці ХХ ст. вийшла на 11-е місце у світі. У норвезькому секторі Північного моря сконцентрована половина всіх запасів газу в Західній Європі, і Норвегія в цьому відношенні втримує 10-е місце у світі. Перспективні запаси нафти досягають 16,8 млрд т, а газу — 47,7 трлн м³. Встановлена наявність великих запасів нафти у водах Норвегії на півночі від Північного полярного кола.
Норвезьке нафтогазове родовище Троль є найбільшим в Північному морі. Родовище розділене на дві структури: Троль-Іст і Троль-Вест. Доведені запаси покладу Троль-Іст — 1,3 трлн м³ газу і 17 млн т конденсату. Нафтовий поклад Троль-Вест містить близько 31 млрд м³ попутного газу.
За повідомленням Нафтового управління (Norvegian Petroleum Directorate) в 1999 р. сумарні запаси газових відкриттів у Норвегії становили 55-75 млрд м³. Наприкінці 2000 р. компанія ExxonMobil оголосила про виявлене в Норвезькому морі родовище у відкладах юрського віку (св. 6506/6-1), запаси газу якого, як передбачається, перевищують 100 млрд м³. У Баренцевому морі компанія Agip виявила газове родовище Гамма (св. 7019/1-1).
Вугілля. Норвегія диспонує найбільш великими родовищами кам'яного вугілля арктичної частини Європи, розташованими на островах архіпелагу Шпіцберген. Ресурси кам. вугілля Шпіцберґена за станом на 2002 р. за даними норвезьких геологів оцінюються в 10 млрд т, з них достовірні та імовірні запаси становлять близько 135 млн т, в тому числі достовірні близько 35 млн т. Запаси кам'яного вугілля сконцентровані в основному на родовищах Гора Піраміда (нижній карбон), Баренцбурґ, Грумант-Сіті, Лонгїр (палеоцен). Основний кам'яновугільний район розташований в центральній частині острова Західний Шпіцберґен, де діють 4 копальні.
Залізняк — головний металевий ресурс Норвегії. За запасами залізних руд Норвегія займає 6-7-е місце серед країн Європи (1999). Родовища залізної руд країни представлені трьома основними типами: залізистими кварцитами докембрійського віку (родовище Бьорневатн із загальними запасами 1 млрд т, в тому числі достовірними 100 млн т і інш.); магнетит-гематитовими рудами в осадових родовищах кембро-силурійського віку (родовище поблизу Дундерланна, в районі фіорду Рана); гематит-магнетитовими рудами в магматичних родовищах ільменіт-магнетитової формації (Кодал, Тельнес, Рьодсанн і інш.).
Ванадій. За запасами ванадієвих руд Норвегія займає 2-е місце (після Фінляндії) в Західній Європі. Вміст V2O5 в рудах 0,3-0,5 %. Основні запаси зосереджені в титаномагнетитових рудах родовища Рьодсанн і оцінюються в 12-15 млн т руди. Родовище приурочене до докембрійської товщі амфіболітів, що перемежаються з ґнейсами. Руди складені магнетитом та ільменітом з домішкою ванадію.
Титан. За запасами титанових руд Норвегія займає провідне місце серед країн Європи. Магматичні родовища титанових (ільменітових) руд пов'язані з габро-норитовими і анортозитовими інтрузіями докембрійського віку. Основний промисловий інтерес представляє анортозитова провінція Егерсунн (південно-західний район), де розташовуються найбільші в Європі родовища цього типу. Важливе значення має родовище Тельнес (найбільше в Європі родовище ільменіту) з загальними запасами ільменіту 300 млн т. Друге за величиною родовище ільменіт-апатит-магнетитових руд — Кодал приурочене до дайки піроксенітів пермі. Запаси родовища оцінюються в 100 млн т, достовірні — 30 млн т руди. Середній вміст TiO2 в рудах коливається в межах 8-18 %.
Мідь. За запасами мідних руд Норвегія входить до перших 10 країн Європи (1999). Найзначніші родовища мідноколчеданних руд вулканогенно-ексгаляційного генезису пов'язані з поясом евгеосинклінальних комплексів кератофірової формації в каледонідах. Промислове значення мають міднорудні райони: Тронхейм (родовища Льоккен, Тверфьєллєт, Фосдален і інш.), Сулітьєльма (Суліхьєльма), Реппарфьорд (Хаммерфест), Гронг (Йома, Скуруватн).
Молібден. Запаси молібденових руд в Норвегії пов'язані з єдиним в Європі жильним молібденовим родовищем Кнабен і вольфрам-молібденовим родовищем Ерсдален. Перспективним є район Телемарк — Егерсунн.
Нікель. Запаси нікелевих руд середні. Частина нікелю зосереджена в родовищах мідно-нікелевої формації, генетично пов'язаної з інтрузіями норитів. Родовища розташовуються в південній частині Норвегії — в породах докембрійського фундаменту (Тельнес) і на півночі — в каледонських породах. Рудні мінерали: піротин, пентландит, халькопірит.
Поліметали. Свинцева мінералізація приурочена до пісковиків докембрійського і нижньокембрійського віку і простежується вздовж східного фронту каледонід майже на 2000 км. У межах каледонід відомий ряд родовищ стратифікованих масивних сульфідних руд вулканогенно-ексгаляційного походження. Найбільші родовища Блейквасслі і Муфьєллєт. Лінзові рудні тіла мають потужність до 25 м. Важливим джерелом отримання цинку є також мідно-колчеданні родовища.
Ніобій. У Норвегії є запаси руд ніобію — родовище Сьовьо, пов'язане з пірохлорвмісними карбонатитами комплексу Фен. Загальні запаси руди оцінюються в 60 млн т при вмісті Nb2O5 0,2-0,5 % і апатиту 7 %.
Платиноїди. Прогнозні ресурси МГП Норвегії незначні і складають до 300 т (~0,6 % світових).
Інші корисні копалини. З інших корисних копалин у Норвегії є руди срібла: власне срібла — Конґсберґ (жили, січні докембрійські ґнейси) і свинцево-цинкові родовища зі сріблом — Муфьєллєт і Блейквасслі; золота (колчеданні родовища); фосфатних руд (апатити родовища Кодал, пов'язаного з ясупірангітовою дайкою магматичної провінції ґрабена Осло); графіту (Скаланн, на острові Сенья), нефелінового сієніту (острів Схьєрньо), олівінового піску (район Ахейм), польового шпату (з пегматитів району Гламсланн), тальку (серпентинітові тіла в кембро-ордовикських філітах Алтенмарку і на родовищі Гудбрансдален-Вальє), вапняків (Слемместад, Дален, Кірхолт), доломіту (тріщинно-жильні родовища, пов'язані з габро району Крагерьо), мармуру (біля Люнґстаду).